# Мирен договор в Роскиле
Мирният договор от Роскиле (Roskilde) е етап от Малката северна война (1655 – 1660), сключен между Дания и Швеция на 26 февруари 1658 г. Той е пряка последица от дръзкия Марш през протоците на шведската армия и е от преломно значение за статуквото в Балтийско море. Оттогава Швеция окончателно измества Дания като лидер в региона.

## Предистория
До 1523 г. Дания е абсолютен хегемон в северна Европа, основавайки се на Калмарската уния – съюз с Норвегия и Швеция под нейна егида. Оттам нататък шведите напускат унията и започват да градят собствена империя за сметка на датчаните. Все пак през ХVІ и началото на ХVІІ в. те отстъпват по сила и по-скоро се отбраняват. Дания държи под контрол всички изходи от Балтийско море (през т. нар. Датски протоци), събира големи такси от търговските съдове, а военни кораби пропуска по свое усмотрение. През Калмарската война (1611 – 1613) Швеция опитва да си осигури излаз през Норвегия, но не успява.
Балансът започва да се променя през Тридесетгодишната война (1618 – 1648) и военните победи на Густав Адолф. Тогава се появява първата плеяда талантливи шведски генерали като Юхан Банер и Ленарт Торстенсон. Именно вторият през 1643 – 1645 г. успява да нанесе първо поражение на Дания. С договора от Бьомсебро старата монархия изгубва остров Готланд и провинция Емтланд. Тя мечтае за реванш и през 1657 г. безразсъдно се впуска в нова война. Само че шведският крал Карл X я напада с всичките си сили, завзема полуостров Ютланд и в началото на февруари преминава с 12 000 души, коне и артилерия през замръзналите протоци Малък и Голям Белт. Появявайки се пред Копенхаген, войската му предизвиква паника у датчаните, които малодушно склоняват да капитулират. Ето защо договорът от Роскиле се нарича също „Паническият мир“.

## Клаузи
На първо място Дания се ангажира да напусне войната и да прекрати участието си в антишведския съюз. Още повече, тя се ангажира да подпомага с войски следващите военни ходове на Карл Х. Датският крал Фредерик III трябва и да плати издръжката на шведските окупационни сили край столицата си. Победителите получават ценните датски провинции Блекинге, Скания (Сконе), Бохуслан и Халанд (последната е предадена за временно управление на Швеция още през 1645 г.). Под тяхна власт попадат също остров Борнхолм и провинция Тронделаг – тоест средната част на Норвегия около град Трондхайм. Херцогът на Холщайн – Готорп (шведски съюзник, когото датчаните са лишили от владението му) се възстановява на своя престол. Дания се отказва от правото си да облага шведските търговски кораби с такси през протоците и не може да възпрепятства преминаването на военните.

### Корекция
Тези клаузи могат да се определят като позорна капитулация. Датчаните не осъзнават веднага какво са изгубили, а то е самото си господстващо положение в региона. Редица други държави остават много недоволни от промяната – на първо място Полша и Съединените нидерландски провинции, които интензивно използват протоците. Холандците веднага изпращат ескадра начело с адмирал де Ройтер да подкрепи Дания. Самите датчани се съвземат и се подготвят за съпротива. Те усещат, че шведските амбиции не са приключили и са прави. Карл Х решава да довърши унищожението на Дания и през лятото на 1658 г. нарежда нова атака. Този път шведите търпят поражение – от холандците по море, не успява и обсадата им на Копенхаген. Местното население прогонва шведските окупационни войски от Трондхайм и Борнхолм. Ето как се стига до новия договор от Копенхаген (27 май 1660), който отразява тези промени.

## Значение
Все пак придобивките на Швеция остават от голямо стратегическо значение. Те оформят днешните ѝ граници на Скандинавския полуостров. Швеция пробива за първи път изолацията, която географията ѝ е наложила до момента. Дори без да използва протоците, тя пак има пристанища на свободния океан (на брега на протока Категат). Сега шведите пристъпват към монополизиране на търговията в Балтийско море, владеейки в същото време Финландия и Прибалтика. В този смисъл договорът от Роскиле е най-важната стъпка за изграждането на Шведската империя.
Загубата на Блекинге, Сконе и Халанд, както и бързо вървящата им шведификация, предизвиква превъоръжаване в Дания и два опита за тяхното възвръщане – през Сконската война (1676 – 1679) и Великата северна война (1700 – 1721). Само при първия случай датчаните имат действителен шанс за реванш. С провала си в началото на ХVІІІ в. те се примиряват с поражението. Скоро за тях предстоят други важни загуби.